# Largo voor cello en orkest
Largo voor cello en orkest is een compositie van de Pool Krzysztof Penderecki. Het is eigenlijk zijn derde celloconcert, maar het ontbeert het snelle deel waarin de solist zijn vaardigheden kan tonen. Het werk is geschreven voor Mstislav Rostropovitch, die de opdracht gaf, toch een cellist die de techniek machtig was. De eerste uitvoering werd gegeven door Rostropovitsj met het Wiener Philharmoniker onder leiding van Seiji Ozawa in het hol van de leeuw: de Wiener Musikverein te Wenen. Het werk leek geschreven voor de zaal, want de zaal staat net als het Concertgebouw bekend om zijn akoestiek en de uiterst langzame compositie moet het juist hebben van de toonvorming en timbre van de cello. Largo is voor dit werk niet de tempoaanduiding, maar de term voor werk met langzaam tempo. In 2007 reviseerde de componist het werk een beetje en dat werd de definitieve drukversie, vandaar dat soms 2007 als jaar van compositie wordt aangegeven.

## Muziek
Het concert heeft een driedelige opzet, zoals bij de klassieken:
- Adagio molto sostenuto (10:37¹)
- Andante con moto (10:45)
- Adagio (6:07)
- ¹de tijden worden aangegeven om een indruk te krijgen van de onderlinge tijdsverhoudingen.

Penderecki liet in deze componist de stijl van de Russische componist Dmitri Sjostakovitsj weer langzaam los. Het concert begint met de solist, die begeleid wordt door celli en contrabassen uit het orkest. Het geheel wint steeds meer geluid en de frequentie van de tonen gaat langzaamaan omhoog, ook in de percussiesectie. In deel twee zitten koraalachtige structuren. Penderecki greep hier terug op eerdere stukken en kwam met een dissonant, maar lang niet zo heftig als bijvoorbeeld in Threnos. Het is meer in het karakter van Aulis Sallinen, even een dissonant tussen al die warme celloklanken. Deel drie is de recapitulatie en de solist gaat met buisklokken en pauken naar het eind.

### Orkestratie
- 1 piccolo, 2 dwarsfluit, 2 hobo’s,1 althobo, 1 esklarinet, 2 klarinetten, 1 basklarinet, 2 fagotten,1 contrafagot;
- 4 hoorns, 3 trompetten, 3 trombones, 1 tuba
- 3 man / vrouw percussie voor onder meer triangel, tamtam, bekkens, kleine trom, xylofoon en glockenspiel, 1 celesta
- violen, altviolen, celli, contrabassen.

## Discografie
- Uitgave Naxos: Antoni Wit met het Filharmonisch Orkest van Warschau met solist Arto Noras; opname 2007